# José Luis Pérez-Payá
Pour les articles homonymes, voir José Luis Pérez et Pérez.
José Luis Pérez-Payá Soler, né le 2 mars 1928 à Alcoy (Espagne) et mort le 12 août 2022, est un footballeur international espagnol. Il évoluait au poste d'attaquant.

## Biographie

### En club
José Luis Pérez-Payá est formé au SD Deusto (en).
Lors de la saison 1948-1949, il est joueur du Barakaldo CF,.
En 1949, il rejoint le CD Alcoyano, club qu'il représente une unique saison.
Après un passage en 1950 à la Real Sociedad, il est transféré à l'Atlético de Madrid,.
Avec les Colchoneros, il est sacré Champion d'Espagne en 1951,. Il inscrit avec l'Atlético un total de 30 buts en première division. Il est notamment l'auteur d'un triplé le 21 octobre 1951, lors de la réception du Racing de Santander (large victoire 7-2).
En 1953, Pérez rejoint le Real Madrid,.
Avec le Real Madrid, Pérez est à nouveau champion lors des saisons 1953-54 et 1955-56,. Il inscrit avec le Real un total de 13 buts en première division. Le 5 décembre 1954, il se met en évidence en étant l'auteur d'un triplé lors de la réception du Deportivo La Corogne (large victoire 5-1).
Il dispute notamment un match de Coupe des clubs champions lors de la campagne 1955-1956 (victoire 2-0 contre la Servette Genève au premier tour aller). Le club remporte la compétition et Pérez se voit sacré champion d'Europe,.
Après une dernière saison 1956-1957 avec le club madrilène, il raccroche les crampons,.
Le bilan de sa carrière s'élève à 108 matchs en première division, pour 48 buts inscrits, et 28 matchs en deuxième division, pour 18 buts marqués.

### En équipe nationale
International espagnol, il reçoit deux sélections en équipe d'Espagne pour aucun but marqué durant l'année 1955,.
Il joue son premier match en équipe nationale le 18 mai 1955 contre l'Angleterre (match nul 1-1 à Madrid) en amical.
Il dispute son dernier match, à nouveau contre l'Angleterre, le 30 novembre 1955 (défaite 1-4 à Londres).

## Palmarès
| Real Madrid - Coupe des clubs champions (1) : - Vainqueur : 1955-56. - Championnat d'Espagne (2) : - Champion : 1953-54 et 1954-55. |  | Atlético de Madrid - Championnat d'Espagne (1) : - Champion : 1950-51. - Coupe Eva Duarte (1) : - Vainqueur : 1951. |